# 曲水县
曲水县（藏語：ཆུ་ཤུར་རྫོང་།，威利转写：chu shur rdzong，藏语拼音：Quxur Zong）是中华人民共和国西藏自治区拉萨市下属的一个县；藏语中意思是“流水沟”；位于拉萨河下游，雅鲁藏布江中游北岸。常住总人口約5万，县人民政府駐曲水镇。

## 行政区划
曲水县下辖2个镇、4个乡：
曲水镇、达嘎镇、才纳乡、南木乡、聂当乡和茶巴拉乡。

## 人口
根据第七次人口普查数据，截至2020年11月1日零时，曲水县常住人口为41851人。

## 交通
- 雅叶高速、 泽贡高速、 318国道、 349国道过境。